# 钇易解石
钇易解石 （英語：Aeschynite-(Y)）是一种稀土金属矿物，含钇、钙、铁、钍、钛、铌，化学组成为 (Y,Ca,Fe,Th)(Ti,Nb)2(O,OH)6。是铈易解石中铈元素被钇置换的产物。其西文名来自希腊语的「shame」。